# Saint-Martin-lès-Seyne
Saint-Martin-lès-Seyne è un comune francese di 19 abitanti situato nel dipartimento delle Alpi dell'Alta Provenza della regione della Provenza-Alpi-Costa Azzurra.

## Società

### Evoluzione demografica
Abitanti censiti